# NGC 4216
NGC 4216 es una galaxia espiral que se encuentra a unos cuarenta millones de años luz de distancia en la constelación de Virgo. Se localiza casi en el borde con Coma Berenices, 6º y 40 arcmin al este-sureste de Denébola (β Leonis). No está lejos del centro del cúmulo de Virgo, del que forma parte. De magnitud aparente 11,0 y brillo superficial 13,1 mag/arcsec2, puede ser observada con pequeños telescopio. Se ve casi de canto, mostrando cierto parecido con la galaxia de Andrómeda.

## Propiedades físicas
NGC 4216 es una de las galaxias espirales más grandes y brillantes del cúmulo de Virgo, con una magnitud absoluta muy parecida a la de la galaxia de Andrómeda, y cómo bastantes otras galaxias espirales del cúmulo presenta cierto déficit de hidrógeno neutro, el cual no solo está concentrado dentro del área de la galaxia visible en el óptico, sino que también presenta una baja densidad por unidad de superficie para una galaxia de su tipo. De hecho, su disco presenta diversas estructuras parecidas a pilares que pueden haber sido causadas por la interacción con el gas caliente presente en el medio intergaláctico de Virgo, aunque también pueden haber sido producidas por interacciones gravitatorias con otras galaxias.
En el halo galáctico de esta galaxia, además de un rico sistema de cúmulos globulares -cinco veces más que nuestra galaxia- se hallan dos corrientes de estrellas de varios kiloparsecs de longitud y con un núcleo bien definido que se interpretan cómo dos galaxias enanas en proceso de disrupción y absorción por parte de NGC 4216.
Aunque aparece prácticamente de perfil, se la considera una galaxia espiral intermedia, es decir, su aspecto está entre una galaxia espiral barrada y una que no tiene barra.